# 科切里諾沃市鎮
42°5′N 23°4′E / 42.083°N 23.067°E

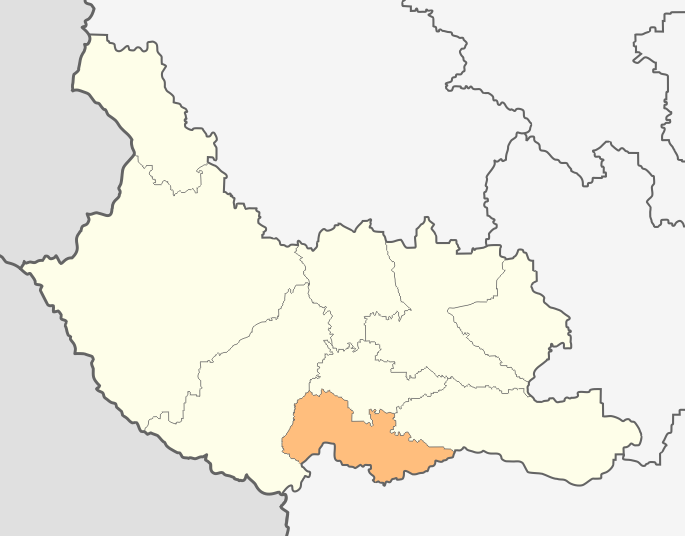

科切里諾沃市，是保加利亞的城鎮，位於該國西部，由丘斯滕迪爾州負責管轄，首府設於科切里諾沃，面積182.31平方公里，2011年人口5,214，人口密度每平方公里28.6人。